# Athyrium mengtzeense
Athyrium mengtzeense är en majbräkenväxtartart som beskrevs av Georg Hans Emmo Wolfgang Hieronymus.
Athyrium mengtzeense ingår i släktet Athyrium och familjen Athyriaceae. Inga underarter finns listade i Catalogue of Life.